# ملعب جامعة الموصل
ملعب جامعة الموصل هو ملعب يقع في الموصل داخل جامعة الموصل يستعمل في أغلب الأوقات للعب كرة القدم وتحديدا مباريات نادي الموصل. سعة الملعب 5000 شخص.
الملعب حالياً تحت الصيانة (أنظر المعرض).

## معرض الصور

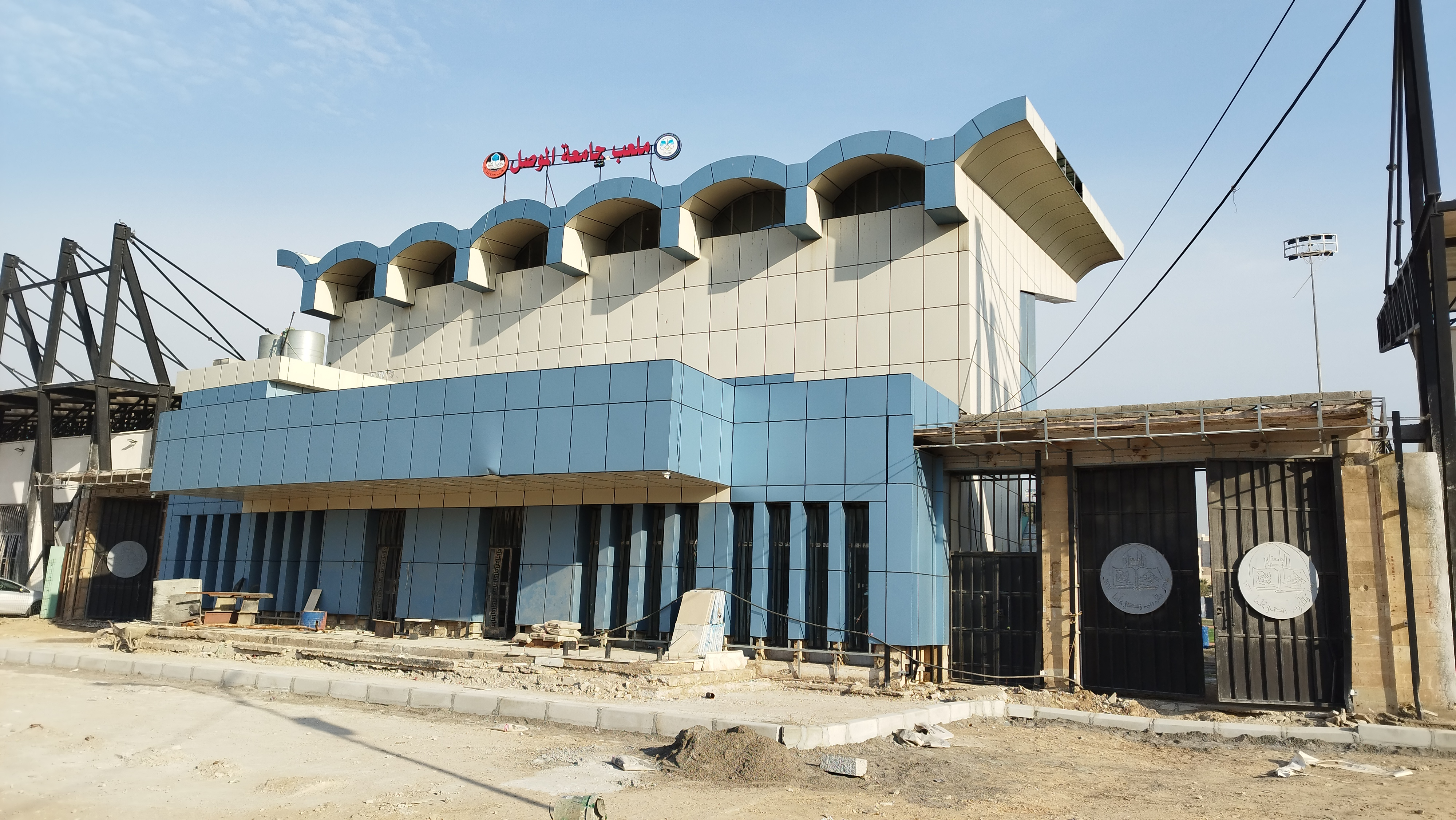
ملعب جامعة الموصل- يناير 2025 (حالياً تحت الصيانة)
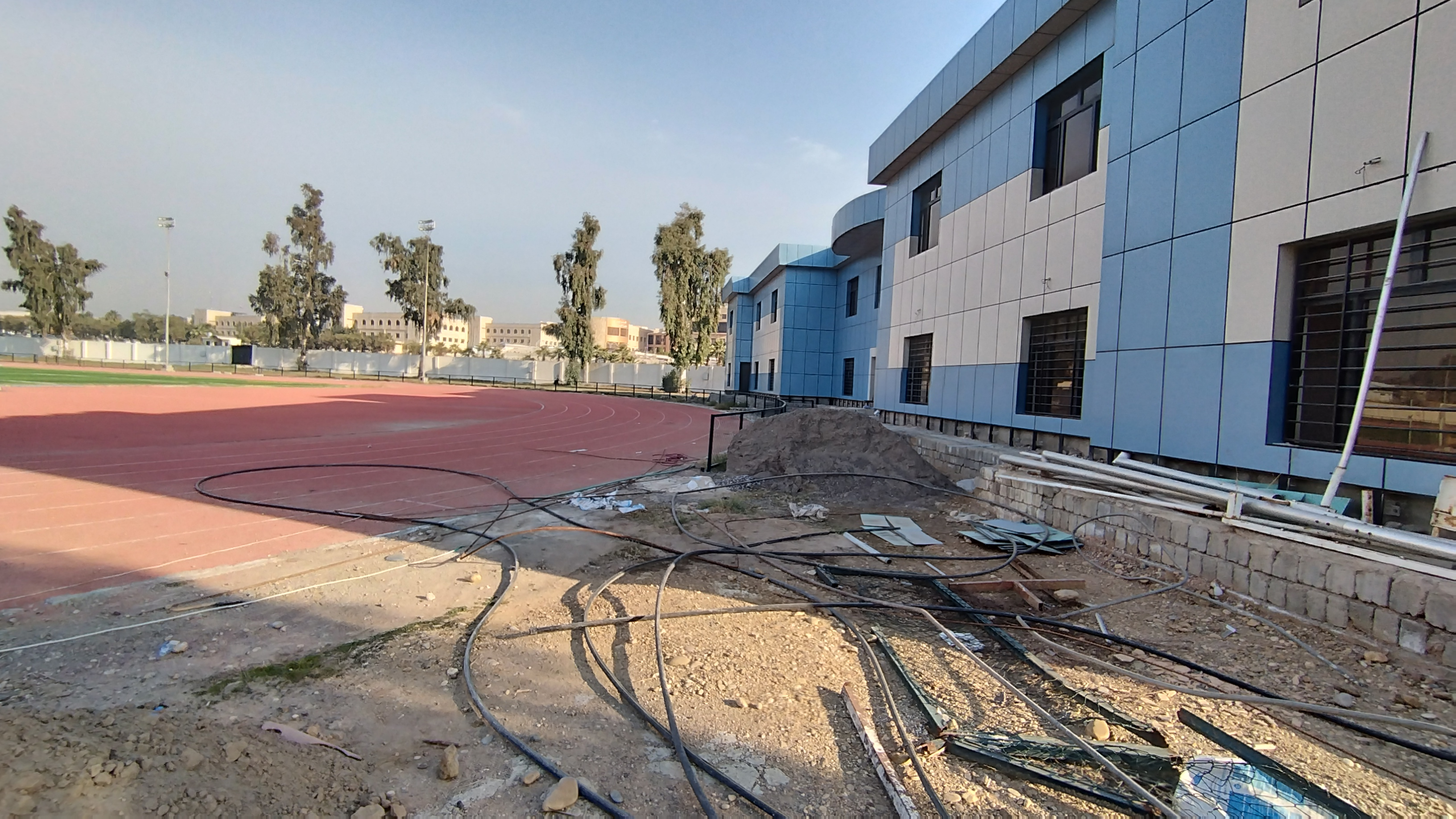
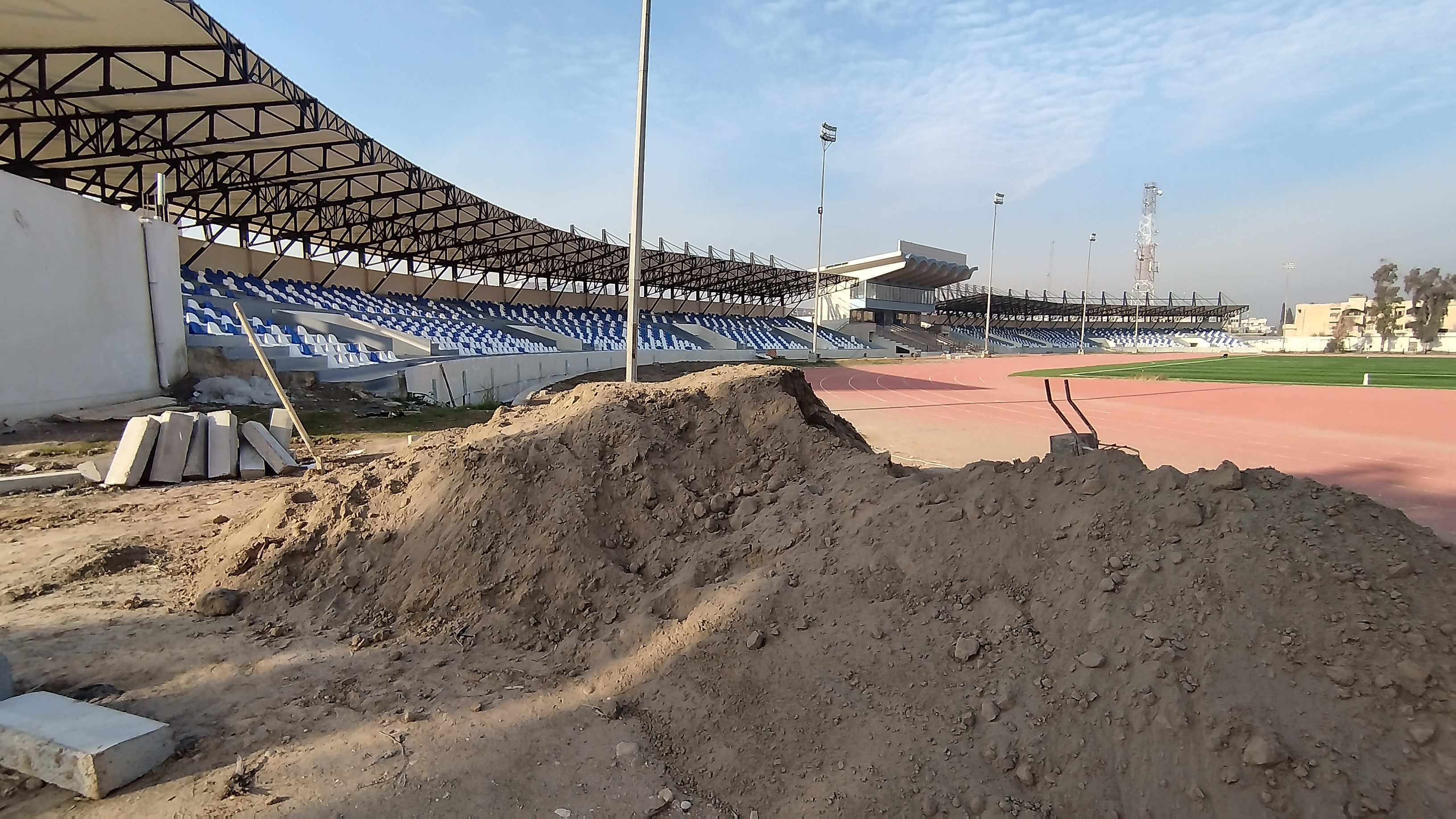
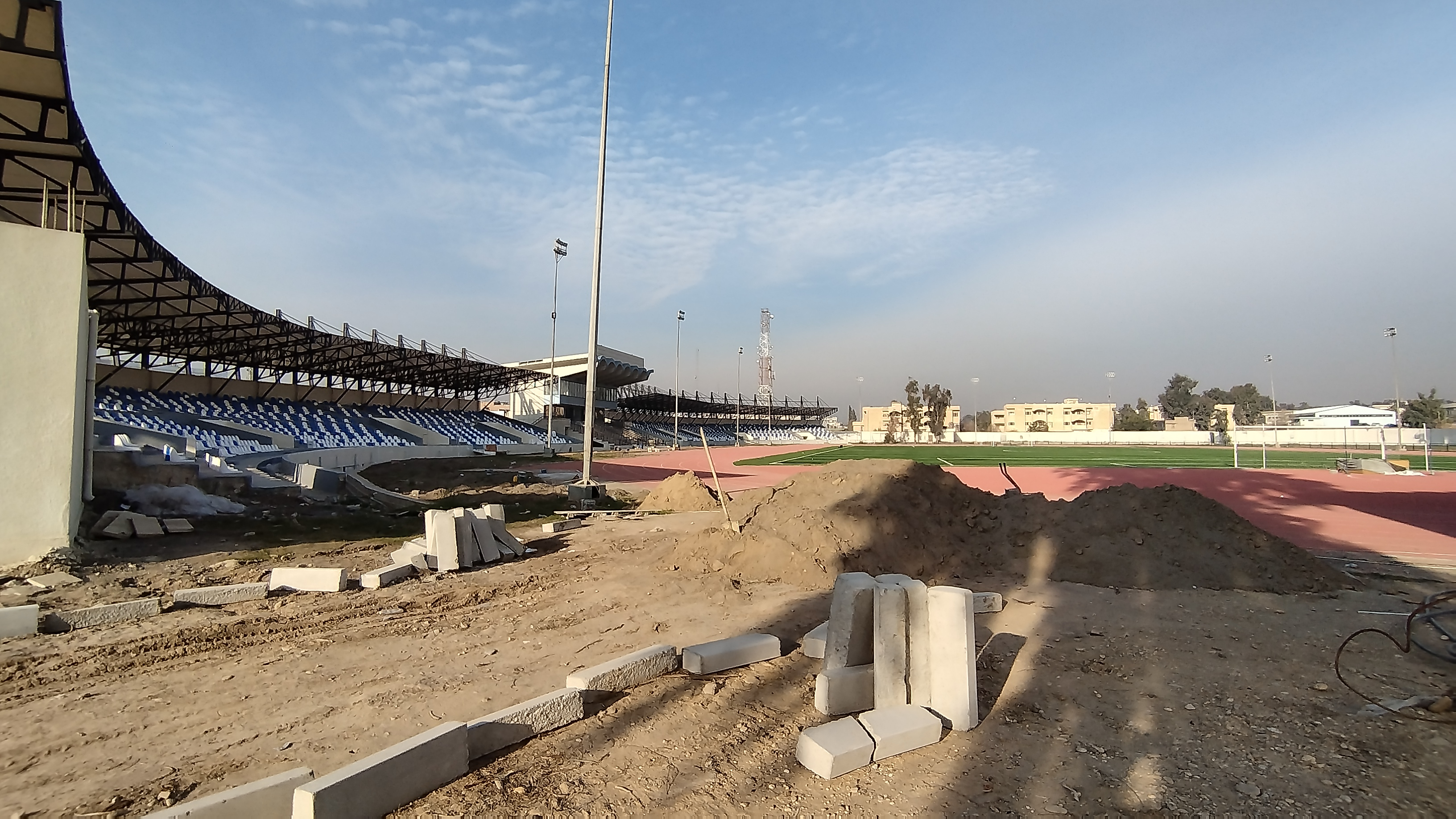
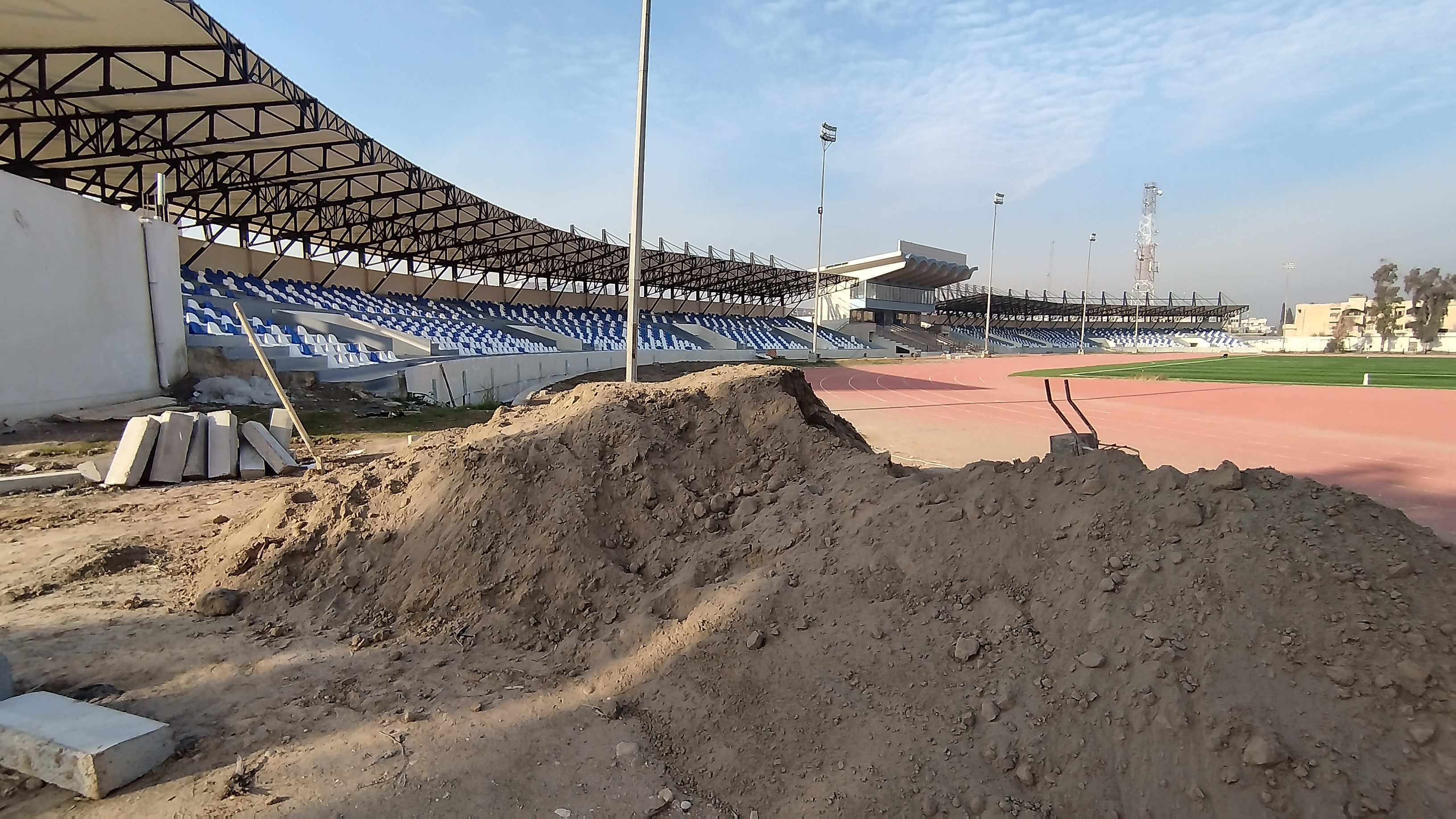